# Н’Сакала, Фабрис
Фабрис Н’Сакала (фр. Fabrice N'Sakala; род. 21 июля 1990 года, Ле-Блан-Мениль, Франция) — конголезский футболист, играющий на позиции защитника.

## Клубная карьера
Родившийся во Франции Фабрис Н’Сакала начинал свою карьеру футболиста в клубе французской Второй лиги «Труа» в 2008 году. 11 августа 2012 года он дебютировал в Лиге 1, выйдя в стартовом составе в домашнем матче против «Валансьена». Летом 2013 года конголезец перешёл в бельгийский «Андерлехт». 26 января 2014 года Н’Сакала забил свой первый гол на высшем уровне, удвоив преимущество своей команды в концовке принципиального противостояния с «Брюгге». Летом 2016 года он на правах аренды присоединился к новичку турецкой Суперлиги, клубу «Аланьяспор».